# Colombia en los Juegos Olímpicos de Pekín 2022
La representación de Colombia participó en los Juegos Olímpicos de Pekín 2022. Esta es la tercera participación en unos Juegos Olímpicos de Invierno, segunda de manera consecutiva. El responsable del equipo olímpico es el Comité Olímpico Colombiano, así como las federaciones deportivas nacionales de cada deporte con participación. Colombia fue con tres deportistas en los deportes de esquí alpino, esquí de fondo y patinaje de velocidad.

## Deportes
Colombia participará en los siguientes deportes:
| Deporte               | Masculino | Femenino | Total |
| --------------------- | --------- | -------- | ----- |
| Esquí alpino          | 1         | 0        | 1     |
| Esquí de fondo        | 1         | 0        | 1     |
| Patinaje de velocidad | 0         | 1        | 1     |
| Total                 | 2         | 1        | 3     |

## Deportistas

### Esquí

#### Esquí alpino
En 2021, Colombia logró su cupo en esquí alpino de la mano del colombo-francés Michael Poettoz. 

#### Esquí de fondo
El 24 de febrero de 2021, Colombia logró su primer cupo numérico en esquí de fondo masculino. El escogido para participar fue Carlos Quintana. 

### Patinaje

#### Patinaje de velocidad
Colombia logró el cupo en diciembre de 2021, de manos de Laura Gómez.

## Clasificación

### Esquí alpino
| Atleta          | Evento                    | Rnd 1       | Rnd 1       | Rnd 2     | Rnd 2     | Total     | Total      |
| Atleta          | Evento                    | Tiempo      | Posición    | Tiempo    | Posición  | Tiempo    | Pos. Final |
| --------------- | ------------------------- | ----------- | ----------- | --------- | --------- | --------- | ---------- |
| Michael Poettoz | Eslalon masculino         | 1:12.83     | 36          | 1:17.19   | 30        | 2:30.02   | 31         |
| Michael Poettoz | Eslalon Gigante Masculino | No finalizó | No finalizó | No avanzó | No avanzó | No avanzó | No avanzó  |

### Esquí de fondo
| Atleta          | Evento                               | Clásico | Clásico | Estilo libre | Estilo libre | Final   | Final    | Final |
| Atleta          | Evento                               | Tiempo  | Pos     | Tiempo       | Pos 1        | Tiempo  | Déficit  | Pos   |
| --------------- | ------------------------------------ | ------- | ------- | ------------ | ------------ | ------- | -------- | ----- |
| Carlos Quintana | Esquí de fondo 15 km libre masculino | N/A     | N/A     | N/A          | N/A          | 55:41.9 | +17:47.1 | 95    |

### Patinaje de velocidad
| Atleta      | Evento   | Semifinal | Semifinal | Semifinal | Final     | Final     | Final     |
| Atleta      | Evento   | Puntos    | Tiempo    | Pos       | Puntos    | Tiempo    | Pos       |
| ----------- | -------- | --------- | --------- | --------- | --------- | --------- | --------- |
| Laura Gómez | Femenino | 0         | 8:31.66   | 11        | No avanzó | No avanzó | No avanzó |